# Takydromus hani
Espèce
Statut de conservation UICN

 LC  : Préoccupation mineure
Takydromus hani est une espèce de sauriens de la famille des Lacertidae.

## Répartition
Cette espèce est endémique de la province de Hà Tĩnh au Viêt Nam.

## Étymologie
Cette espèce est nommée en l'honneur de Pao-the Han.

## Publication originale
- Chou, Truong & Pauwels, 2001 : A new species of Takydromus (Reptilia: Lacertidae) from Vietnam. Herpetologica, vol. 57, no 4, p. 497-508.